# Marsel İlhan
Marsel İlhan   (Samarcanda, 11 de juny de 1987) és un jugador de tennis professional turc, que va ocupar el primer lloc a Turquia i amb un rànquing d'individuals més alt de la seva carrera al número 77 mundial el març de 2015. És el primer jugador turc que arriba a la segona ronda en un torneig de Grand Slam, així com el primer jugador turc que guanya un Torneig Challenger i també el primer a entrar en el top 100 del rànquing mundial (primer classificat al número 96 el setembre de 2010).